# 韋彥德
艾爾穆爾的韋彥德男爵，PC，FRSE（英語：Robert John Reed, Baron Reed of Allermuir，1956年9月7日—），英國蘇格蘭法官，2020年起任聯合王國最高法院院長。
韋彥德曾任蘇格蘭商業法院主任法官，2008年升任蘇格蘭高等民事法院內庭法官。身為人權法權威專家，他曾任歐洲人權法院英方專案法官之一。他曾是香港終審法院其中一名非常任法官。2022年3月30日，英國最高法院宣佈韋彥德和賀知義辭去香港終審法院非常任法官職務。